# Faradja
Faradja is een monotypisch geslacht van spinnen uit de  familie van de wielwebspinnen (Araneidae).

## Soort
- Faradja faradjensis Lessert, 1930